# Achttienvleklieveheersbeestje
Het achttienvleklieveheersbeestje (Myrrha octodecimguttata) is een kever uit de familie van de lieveheersbeestjes (Coccinellidae). De wetenschappelijke naam van de soort werd in 1758 als Coccinella octodecimguttata gepubliceerd door Carl Linnaeus.
De imago wordt 3,5 tot 5 mm lang. Op de rosbruine dekschilden bevinden zich tien tot achttien witte vlekken. De vlekken vormen tegen het halsschild aan een soort kroontje.
Het achttienvleklieveheersbeestje leeft van bladluizen. Het is hoog in dennenbomen te vinden.
De soort komt voor in Europa en Noord-Afrika. In Nederland is de soort zeldzaam.

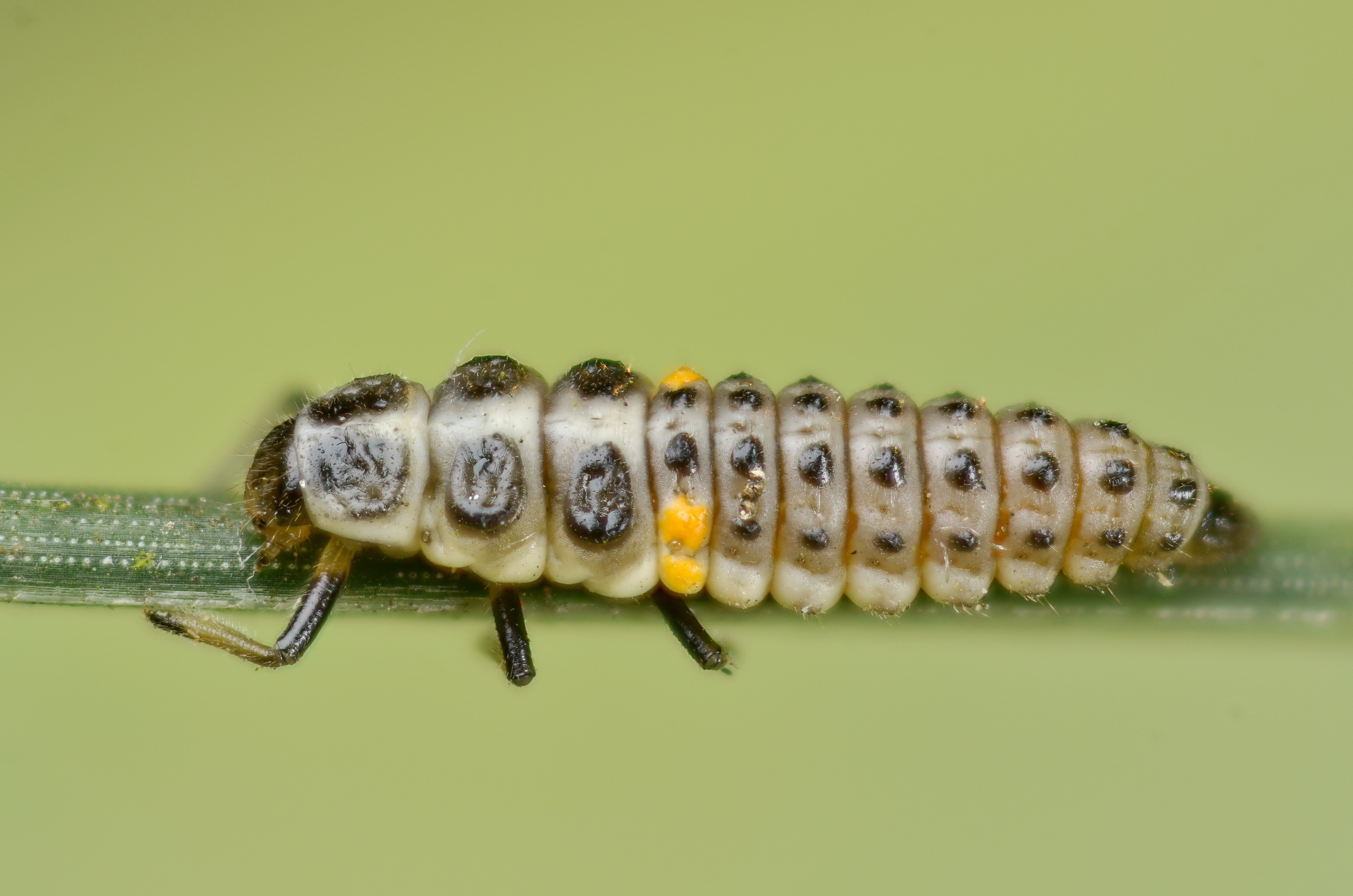
Larve